# Sisòrids
La família dels sisòrids és constituïda per peixos actinopterigis d'aigua dolça de l'ordre dels siluriformes. present des de Turquia i Síria fins al sud de la Xina i Borneo.

## Gèneres i espècies
- Bagarius (Bleeker, 1853)[5]
  - Bagarius bagarius (Hamilton, 1822)
  - Bagarius rutilus (Ng & Kottelat, 2000)
  - Bagarius suchus (Roberts, 1983)
  - Bagarius yarrelli (Sykes, 1839)
- Coraglanis
- Euchiloglanis (Regan, 1907)[6]
  - Euchiloglanis davidi (Sauvage, 1874)
- Exostoma (Blyth, 1860)[7]
  - Exostoma barakensis (Vishwanath & Joyshree, 2007)
  - Exostoma berdmorei (Blyth, 1860)
  - Exostoma labiatum (McClelland, 1842)
  - Exostoma stuarti (Hora, 1923)
- Gagata (Bleeker, 1858)[8]
  - Gagata cenia (Hamilton, 1822)
  - Gagata dolichonema (He, 1996)
  - Gagata gagata (Hamilton, 1822)
  - Gagata gasawyuh (Roberts & Ferraris, 1998)
  - Gagata itchkeea (Sykes, 1839)
  - Gagata melanopterus (Roberts & Ferraris, 1998)
  - Gagata pakistanica (Mirza, Parveen & Javed, 1999)
  - Gagata sexualis (Tilak, 1970)
  - Gagata youssoufi (Ataur Rahman, 1976)
- Glaridoglanis (Norman, 1925)[9]

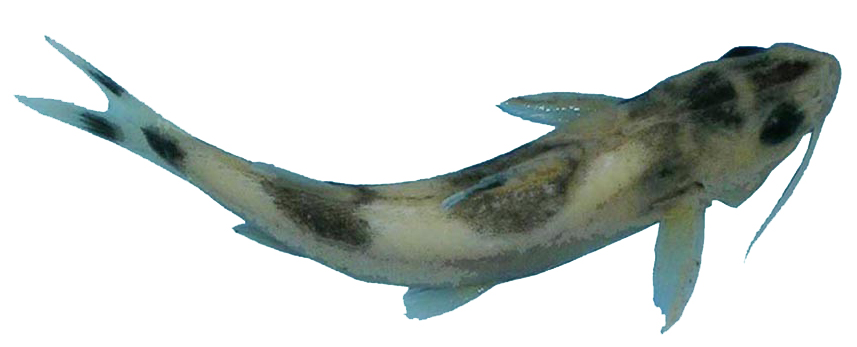
Nangra sp.

  - Glaridoglanis andersonii (Day, 1870)
- Glyptosternon (McClelland, 1842)[10]
  - Glyptosternon akhtari (Silas, 1952)
  - Glyptosternon maculatum (Regan, 1905)
  - Glyptosternon malaisei (Rendahl & Vestergren, 1941)
  - Glyptosternon reticulatum (McClelland, 1842)
- Glyptothorax (Blyth, 1860)[7]
  - Glyptothorax annandalei  (Hora, 1923)
  - Glyptothorax armeniacus  (Berg, 1918)
  - Glyptothorax botius  (Hamilton, 1822)
  - Glyptothorax brevipinnis  (Hora, 1923)
  - Glyptothorax buchanani  (Smith, 1945)
  - Glyptothorax callopterus  (Smith, 1945)
  - Glyptothorax cavia  (Hamilton, 1822)
  - Glyptothorax chindwinica  (Vishwanath & Linthoingambi, 2007)
  - Glyptothorax conirostre  (Steindachner, 1867)
  - Glyptothorax coracinus (Ng & Rainboth, 2008)
  - Glyptothorax cous (Linnaeus, 1766)
  - Glyptothorax davissinghi (Manimekalan & Das, 1998)
  - Glyptothorax deqinensis (Mo & Chu, 1986)
  - Glyptothorax dorsalis (Vinciguerra, 1890)
  - Glyptothorax exodon (Ng & Rachmatika, 2005)
  - Glyptothorax filicatus (Ng & Freyhof, 2008)
  - Glyptothorax fokiensis (Rendahl, 1925)
  - Glyptothorax fuscus (Fowler, 1934)
  - Glyptothorax garhwali (Tilak, 1969)
  - Glyptothorax gracilis (Günther, 1864)
  - Glyptothorax granulus (Vishwanath & Linthoingambi, 2007)
  - Glyptothorax honghensis (Li, 1984)
  - Glyptothorax housei (Herre, 1942)
  - Glyptothorax indicus (Talwar, 1991)
  - Glyptothorax interspinalum (Mai, 1978)
  - Glyptothorax jalalensis (Balon & Hensel, 1970)
  - Glyptothorax kashmirensis (Hora, 1923)
  - Glyptothorax kurdistanicus (Berg, 1931)
  - Glyptothorax laak (Popta, 1904)
  - Glyptothorax lampris (Fowler, 1934)
  - Glyptothorax laosensis (Fowler, 1934)
  - Glyptothorax lonah (Sykes, 1839)
  - Glyptothorax longicauda (Li, 1984)
  - Glyptothorax longjiangensis (Mo & Chu, 1986)
  - Glyptothorax macromaculatus (Li, 1984)
  - Glyptothorax madraspatanum (Day, 1873)
  - Glyptothorax major (Boulenger, 1894)
  - Glyptothorax manipurensis (Menon, 1955)
  - Glyptothorax minimaculatus (Li, 1984)
  - Glyptothorax minutus (Hora, 1921)
  - Glyptothorax naziri (Mirza & Naik, 1969)
  - Glyptothorax nelsoni (Ganguly, Datta & Sen, 1972)
  - Glyptothorax ngapang (Vishwanath & Linthoingambi, 2007)
  - Glyptothorax nieuwenhuisi (Vaillant, 1902)
  - Glyptothorax obscura (Li, 1984)
  - Glyptothorax pallozonum (Lin, 1934)
  - Glyptothorax panda (Ferraris & Britz, 2005)
  - Glyptothorax pectinopterus (McClelland, 1842)
  - Glyptothorax platypogon (Valenciennes, 1840)
  - Glyptothorax platypogonides (Bleeker, 1855)
  - Glyptothorax plectilis (Ng & Hadiaty, 2008)
  - Glyptothorax poonaensis (Hora, 1938)
  - Glyptothorax prashadi (Mukerji, 1932)
  - Glyptothorax punjabensis (Mirza & Kashmiri, 1971)
  - Glyptothorax quadriocellatus (Mai, 1978)
  - Glyptothorax rugimentum (Ng, 2008)
  - Glyptothorax saisii (Jenkins, 1910)
  - Glyptothorax siamensis (Hora, 1923)
  - Glyptothorax silviae (Coad, 1981)
  - Glyptothorax sinensis (Regan, 1908)
  - Glyptothorax steindachneri (Pietschmann, 1913)
  - Glyptothorax stocki (Mirza & Nijssen, 1978)
  - Glyptothorax stolickae (Steindachner, 1867)
  - Glyptothorax strabonis (Ng & Freyhof, 2008)
  - Glyptothorax striatus (McClelland, 1842)
  - Glyptothorax sufii (Asghar Bashir & Mirza, 1975)
  - Glyptothorax telchitta (Hamilton, 1822)
  - Glyptothorax tiong (Popta, 1904)
  - Glyptothorax trewavasae (Hora, 1938)
  - Glyptothorax trilineatus (Blyth, 1860)
  - Glyptothorax ventrolineatus (Vishwanath & Linthoingambi, 2005)
  - Glyptothorax zanaensis (Wu, He & Chu, 1981)
  - Glyptothorax zhujiangensis (Lin, 2003)
- Gogangra (Roberts, 2001)[11]
  - Gogangra laevis (Ng, 2005)
  - Gogangra viridescens (Hamilton, 1822)
- Myersglanis (Hora & Silas, 1952)[12]
  - Myersglanis blythii (Day, 1870)
  - Myersglanis jayarami (Vishwanath & Kosygin, 1999)
- Nangra (Day, 1877)[13]
  - Nangra assamensis (Sen & Biswas, 1994)
  - Nangra bucculenta (Roberts & Ferraris, 1998)
  - Nangra carcharhinoides (Roberts & Ferraris, 1998)
  - Nangra nangra (Hamilton, 1822)
  - Nangra ornata (Roberts & Ferraris, 1998)
  - Nangra robusta (Mirza & Awan, 1973)
- Oreoglanis (Smith, 1933)[14]
  - Oreoglanis delacouri (Pellegrin, 1936)
  - Oreoglanis frenatus (Ng & Rainboth, 2001)
  - Oreoglanis hypsiurus (Ng & Kottelat, 1999)
  - Oreoglanis immaculatus (Kong, Chen & Yang, 2007)
  - Oreoglanis infulatus (Ng & Freyhof, 2001)
  - Oreoglanis insignis (Ng & Rainboth, 2001)
  - Oreoglanis jingdongensis (Kong, Chen & Yang, 2007)
  - Oreoglanis lepturus (Ng & Rainboth, 2001)
  - Oreoglanis macronemus (Ng, 2004)
  - Oreoglanis macropterus (Vinciguerra, 1890)
  - Oreoglanis setiger (Ng & Rainboth, 2001)
  - Oreoglanis siamensis (Smith, 1933)
- Parachiloglanis (Wu, He & Chu, 1981)[15]
  - Parachiloglanis hodgarti (Hora, 1923)
- Pareuchiloglanis (Pellegrin, 1936)[16]
- Pareuchiloglanis abbreviatus (Li, Zhou, Thomson, Zhang & Yang, 2007)
- Pareuchiloglanis anteanalis (Fang, Xu & Cui, 1984)
- Pareuchiloglanis feae (Vinciguerra, 1890)
- Pareuchiloglanis gongshanensis (Chu, 1981)
- Pareuchiloglanis gracilicaudata (Wu & Chen, 1979)
- Pareuchiloglanis kamengensis (Jayaram, 1966)
- Pareuchiloglanis longicauda (Yue, 1981)
- Pareuchiloglanis macropterus (Ng, 2004)
- Pareuchiloglanis macrotrema (Norman, 1925)
- Pareuchiloglanis myzostoma (Norman, 1923)
- Pareuchiloglanis nebulifer (Ng & Kottelat, 2000)
- Pareuchiloglanis poilanei (Pellegrin, 1936)
- Pareuchiloglanis prolixdorsalis (Li, Zhou, Thomson, Zhang & Yang, 2007)
- Pareuchiloglanis rhabdurus (Ng, 2004)
- Pareuchiloglanis robusta (Ding, Fu & Ye, 1991)
- Pareuchiloglanis sichuanensis (Ding, Fu & Ye, 1991)
- Pareuchiloglanis sinensis (Hora & Silas, 1952)
- Pareuchiloglanis songdaensis (Nguyen & Nguyen, 2001)
- Pareuchiloglanis songmaensis (Nguyen & Nguyen, 2001)
- Pseudecheneis (Blyth, 1860)[7][17]
- Pseudecheneis brachyurus  (Zhou, Li & Yang, 2008)
- Pseudecheneis crassicauda (Ng & Edds, 2005)
- Pseudecheneis eddsi (Ng, 2006)
- Pseudecheneis gracilis (Zhou, Li & Yang, 2008)
- Pseudecheneis immaculata  (Chu, 1982)
- Pseudecheneis intermedia (Chu, 1982)
- Pseudecheneis longipectoralis (Zhou, Li & Yang, 2008)
- Pseudecheneis maurus (Ng & Tan, 2007)
- Pseudecheneis paucipunctatus (Zhou, Li & Yang, 2008)
- Pseudecheneis paviei (Vaillant, 1892)
- Pseudecheneis serracula (Ng & Edds, 2005)
- Pseudecheneis sirenica (Vishwanath & Darshan, 2007)
- Pseudecheneis stenura (Ng, 2006)
- Pseudecheneis sulcata (McClelland, 1842)
- Pseudecheneis sulcatoides (Zhou & Chu, 1992)
- Pseudecheneis suppaetula (Ng, 2006)
- Pseudecheneis sympelvica (Roberts, 1998)
- Pseudecheneis tchangi (Hora, 1937)
- Pseudecheneis ukhrulensis (Vishwanath & Darshan, 2007)
- Pseudexostoma (Chu, 1979)[18]
  - Pseudexostoma brachysoma (Chu, 1979)
  - Pseudexostoma longipterus (Zhou, Yang, Li & Li, 2007)
  - Pseudexostoma yunnanensis (Tchang, 1935)
- Pteropsoglanis
- Sisor (Hamilton, 1822)[19]
  - Sisor barakensis (Vishwanath & Darshan, 2005)
  - Sisor chennuah (Ng & Lahkar, 2003)
  - Sisor rabdophorus (Hamilton, 1822)
  - Sisor rheophilus (Ng, 2003)
  - Sisor torosus (Ng, 2003)[20][21][22][23][24][25][26][27]